# Metal Gear Solid 3: Snake Eater
Metal Gear Solid 3: Snake Eater (メタルギアソリッド3 スネーク・イーター, Metaru Gia Soriddo 3 Sunēku Ītā) é um jogo de espionagem e ação dirigido por Hideo Kojima. Snake Eater foi desenvolvido pela Konami Computer Entertainment Japan e publicado pela Konami para o PlayStation 2, sendo lançado em 17 de novembro de 2004 na América do Norte; 16 de dezembro do mesmo ano no Japão; 4 de março de 2005 na Europa; e em 17 de março de 2005 na Austrália e em 2011 recebeu uma versão HD para PlayStation 3 e Xbox 360. O jogo, que serve como uma prequela a toda série Metal Gear, foi seguido por uma sequência intitulada Metal Gear Solid: Portable Ops.
Ambientado na Rússia da época da Guerra Fria, a história se centra no agente da unidade FOX Naked Snake, cujas missões são resgatar um fabricador de armas e sabotar uma superarma experimental. Enquanto que os jogos anteriores se passavam em ambiente urbano, Snake Eater adota uma ambientação em uma floresta soviética dos anos 1960, com as armadilhas semi-futurísticas de alta tecnologia dos antigos jogos Metal Gear Solid sendo substituídas pela natureza. Enquanto que o ambiente mudou, o foco de sua jogabilidade ainda permanece no stealth e infiltração, além de também manter o senso de humor autoreferenciado tradicional da série, que quebra a quarta parede. A história de Snake Eater é contada através de numerosas cenas cinematográficas e conversas pelo rádio.
Metal Gear Solid 3: Snake Eater foi bem recebido pública e criticamente, vendendo 3,6 milhões de cópias ao redor do mundo e recebendo uma média de 91% nos websites de análises agregadas Game Rankings e Metacritic.

## Jogabilidade
A jogabilidade de Snake Eater é semelhante à dos jogos anteriores da série Metal Gear Solid. Snake, sendo controlado pelo jogador, deve mover-se por um ambiente hostil e cheio de inimigos sem ser notado. Apesar de Snake adquirir várias armas (abrangendo de pistolas a lançadores de granadas), a ênfase está em usar o stealth para evitar combates. Um número de objetos e ferramentas podem ser encontradas pelo caminho para ajudá-lo em tal tarefa, incluindo detectores de movimento, para detectar soldados, e a caixa de papelão tradicional da série Metal Gear, no qual Snake pode se esconder para que não seja visto. Apesar das semelhanças fundamentais, Snake Eater introduz vários novos aspectos de jogabilidade que não estavam presentes em títulos anteriores, incluindo camuflagem, um novo sistema de combate corpo-a-corpo chamado "close-quarters combat" ou "CQC", uma barra de energia (além da de vida) e um sistema de ferimento-e-tratamento.
Aproximadamente dois-terços do jogo são ambientados em uma floresta tropical fictícia da União Soviética, e usar este variado ambiente ao máximo a favor do jogador é geralmente a chave para o sucesso no jogo. Uma das novas características, em particular, é a ênfase colocada na camuflagem e o uso do ambiente ao redor (por exemplo, subir em árvores ou esconder-se em grama alta) para evitar ser visto pelo inimigo. O radar avançado dos jogos anteriores foi removido em troca de um simples detector de movimentos e um sistema sonar que se encaixava melhor à época em que Snake Eater se passa. Um valor em percentual chamado "camouflage index" ("indicador de camuflagem") mostra a visibilidade de Snake, em uma escala de valores negativos (facilmente visível) a 100% (completamente invisível para os inimigos). Para minimizar a visibilidade do personagem, o jogador deve trocar de camuflagem e usar de pinturas faciais para conseguir misturar-se ao ambiente; por exemplo, usar um uniforme com aspecto de cascas de árvore enquanto se está encostado em uma, ou usando uma pintura facial verde-listrada quando se escondendo em grama alta. Outros dispositivos para camuflagem, como uma máscara de um crocodilo Gavial para diminuir as chances de ser detectado na água, também se fazem disponíveis.[carece de fontes?]
O combate de curto alcance dos jogos anteriores foi amplamente aperfeiçoado e expandido ao sistema de CQC. Quando desarmado ou usando uma arma compatível com tal estilo de luta (pistolas ou facas), Snake pode agarrar os oponentes e imobilizá-los com uma chave-de-braço, em qual ponto uma variedade de atos podem ser executados, como asfixiar o oponente à inconsciência/morte ou interrogá-los com uma faca para obter informações. O contexto, a pressão aplicada no botão e a direção da alavanca analógica determinam qual ato será executado. Enquanto que jogos anteriores usavam uma barra de vida simples, em Snake Eater feridas no corpo inteiro também podem afetar esta barra. Por exemplo, uma longa queda pode fraturar a perna de Snake, deixando-o mais lento até que a fratura seja propriamente tratada com um imobilizador e ataduras. Enquanto tais ferimentos não forem tratados, Snake não será capaz de regenerar a sua barra de vida completamente por um período de tempo.

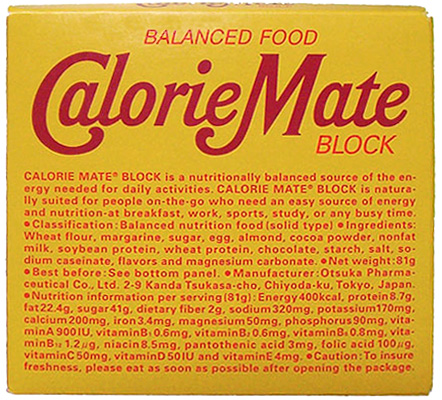
Calorie Mate, um suplemento de energia presente no jogo.

O local proporciona uma dependência em cima da flora e fauna nativa para sobreviver. Tal dependência é manisfetada numa barra de energia encontrada abaixo da barra de vida, que constante e gradualmente se esvazia durante o jogo, dependendo de quanto esforço físico está sendo feito por Snake (incluindo o peso que ele está carregando), entre outros fatores especiais. Se o personagem não se alimentar, a barra de energia pode chegar a se esgotar, o que resulta em alguns efeitos negativos na jogabilidade, como dificuldades para Snake mirar precisamente sua arma. Alimentos podem ser adquiridos através da caça, pesca e colheita, além de alimentos instantâneos que também podem ser obtidos e digeridos. Os alimentos podem ser armazenados na mochila até que seja necessários comê-los. Todavia, comidas naturais (frutas e animais mortos) apodrecem com o tempo, e consumir comida estragada pode resultar em uma dor de estômago em Snake, o que resulta no esvaziamento mais acelerado da barra de energia.
Snake Eater inclui um minigame chamado "Snake vs Monkey", no qual Snake deve capturar macacos com o estilo do jogo Ape Escape. Em adição ao conteúdo humorístico infantil, itens bônus utilizáveis no jogo principal podem ser adquiridos ao prosseguir nos estágios do minigame.

## Enredo

### Personagens
O protagonista de Snake Eater, Naked Snake, é um ex-agente da CIA e das Forças Especiais dos Estados Unidos (Boinas Verdes). Durante a missão, Major Zero, um ex-membro do Serviço Aéreo Especial, ajuda Snake ao dar conselhos para a missão e táticas de batalha.[carece de fontes?]
Os dois principais antagonistas do jogo são o Coronel Volgin, um coronel da GRU(pronuncia-se: "gril") que possui um dispositivo controlador de eletricidade e membro da facção extrema de Brezhnev, que tenta tirar Nikita Khrushchev do poder para empossar Leonid Brezhnev e Alexey Kosygin, e The Boss, ex-mentora de Naked Snake. Além disso, a Unidade Cobra, uma unidade de Forças Especiais liderada por The Boss, possui membros que atuam como os chefes no jogo. A unidade é composta por The End, um experiente atirador de elite conhecido como o "pai do sniping moderno"; The Fear, que possui flexibilidade e agilidade sobrenaturais; The Fury, um desfigurado ex-astronauta armado com um lança-chamas e um jetpack; The Pain, que pode controlar vespas para defender-se e atacar; e The Sorrow, o espírito de um falecido médium.
Outros personagens incluem Sokolov, um cientista de foguetes a quem Snake deve resgatar; EVA, desertora estado-unidense e aparente agente da KGB enviada para auxiliar Snake; e um jovem Ocelot, comandante da unidade "Ocelot", dentre a facção da GRU de Volgin. Algumas referências paródicas também são feitas a jogos anteriores: Major Raikov, o amante afeminado de Volgin, faz paródia da aparência andrógena muito criticada do protagonista de Metal Gear Solid 2: Sons of Liberty, Raiden; e o avô do atrapalhado soldado recorrente Johnny Sasaki faz uma participação como um sentinela de prisão.[carece de fontes?]

### História

#### Virtuous Mission
Metal Gear Solid 3 se passa durante a Guerra Fria em 1964, onde um agente da CIA, de codinome "Naked Snake", é enviado às florestas da União Soviética. Auxiliado pelo rádio por Major Zero, Para-Medic e sua ex-mentor The Boss, sua missão é resgatar um cientista soviético traidor chamado Sokolov, que está secretamente desenvolvendo um tanque equipado nuclearmente, chamado "Shagohod". A missão prossegue normalmente até que The Boss trai os Estados Unidos e entrega duas miniaturas de mísseis nucleares Davy Crockett a seu novo benfeitor, Coronel Volgin. Sokolov é capturado de volta pela Unidade Cobra e Snake é gravemente ferido em combate corporal contra The Boss, na qual ela domina muito melhor as técnicas de CQC(close quarters combat), que ela mesmo tinha ensinado a Snake. Tal cena se passa numa ponte estreita, onde Snake é jogado e cai no rio, dessa forma, permitindo a Volgin e seu grupo de soldados escaparem com o cientista. Volgin usa um dos mísseis nucleares para encobrir o seu roubo, destruindo o laboratório de Sokolov; ato cuja culpa subsequentemente recai sobre The Boss.

#### Operation Snake Eater
Após os radares soviéticos captarem o sinal da aeronave usada para levar Snake aos territórios soviéticos, a União Soviética declara os Estados Unidos como o responsável pelo ataque atômico, levando ambas as nações à beira de uma guerra nuclear. Durante uma ligação entre o presidente dos Estados Unidos Lyndon Johnson e o primeiro-ministro da União Soviética Nikita Khrushchev, é feito um acordo em que é dado uma chance aos Estados Unidos de provar a sua inocência e, assim, evitar o confronto. Os Estados Unidos concordam em impedir Volgin, destruir o Shagohod que foi roubado e eliminar a traidora americana, The Boss.
Uma semana após ser resgatado da região, Snake é novamente enviado às florestas tropicais soviéticas como parte da "Operation Snake Eater" ("Operação Snake Eater"), para cumprir as promessas dos Estados Unidos. Durante a missão, ele adquire a assistência de uma outra desertora americana, a ex-agente da NSA, de codinome EVA, que saiu de tal agência alguns anos atrás. Após numerosos encontros com a unidade de elite "Ocelot" (liderada pelo jovem Ocelot) e derrotando quase todos os membros da Unidade Cobra, Snake consegue localizar Sokolov e o Shagohod, quando então é capturado por Volgin. Após testemunhar a aparente morte de Sokolov, Snake é torturado e tem seu olho direito ferido quando tenta proteger EVA de um tiro de Ocelot. Mais tarde, Snake esforçadamente consegue escapar de sua cela, a qual foi levado após a tortura. Esta ação faz parte da jogabilidade da história do jogo, na qual o jogador deve usar estratégias para fazer o guarda da prisão abrir a cela, dessa forma podendo assim o Snake escapar. No meio de sua fuga, Snake quase morre, mas acaba se recompondo e se encontrando com EVA, que lhe devolve o equipamento antes tomado por Volgin.[carece de fontes?]
Quando ele retorna à instalação para destruir o Shagohod, Snake toma conhecimento dos Philosophers. Composta dos mais poderosos homens dos Estados Unidos, União Soviética e China, eles são uma organização de aspecto de Illuminati que, secretamente, controlam o mundo; contudo, após o fim da Segunda Guerra Mundial, eles começaram a lutar entre si mesmos, e a organização foi dissipada. O "The Philosophers Legacy", um recurso financeiro que a organização acumulou para financiar as suas guerras (100 bilhões de dólares, equivalente a cerca de 1 trilhão de dólares atualmente quando ajustado à inflação) foi dividido e escondido em vários bancos espalhados pelo mundo. Volgin ilegalmente herdou tal dinheiro e Snake toma conhecimento de que os EUA estavam tentando recuperá-lo.

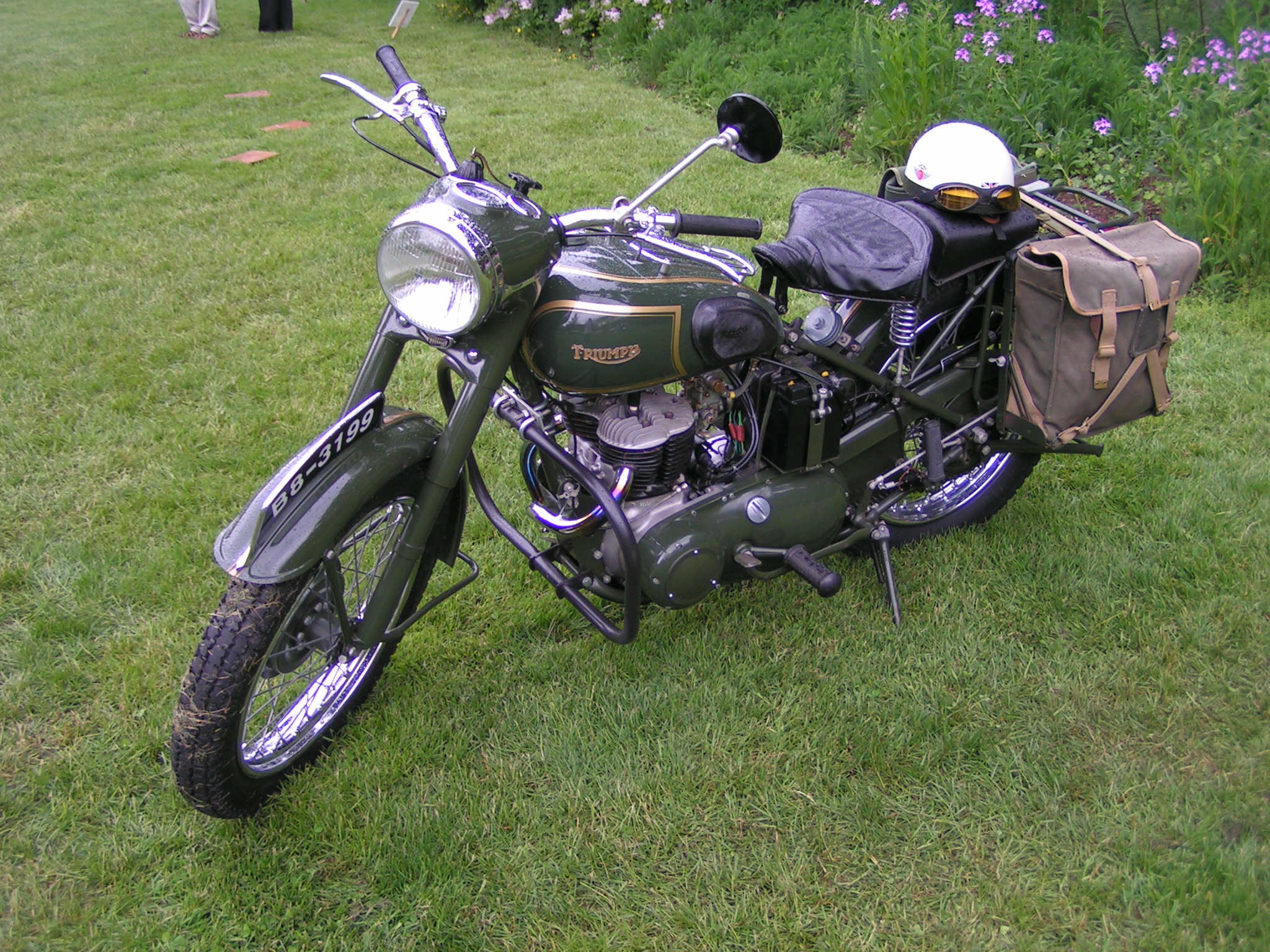
Snake e EVA fogem em uma moto Triumph durante a batalha contra Shagohod.

Snake continua a sua missão, destruindo a instalação e o tanque Shagohod, enquanto que lutava contra Volgin, que é morto por um raio durante a batalha. Snake e EVA seguem na moto dela a um lago, onde um ecranoplano estava escondido. Antes de eles conseguirem usá-lo para escapar do local, Snake enfrenta a sua antiga mentora, The Boss, quem ele deveria matar para completar a sua missão. Durante a batalha, uma cena é mostrada, revelando que The Boss deu à luz uma criança (o pai sendo The Sorrow) durante uma batalha; contudo, antes da mesma, através de uma chamada no rádio, EVA diz a Snake que a razão de Ocelot ter alcançado o título de major tão jovem era devido ao fato de que seus pais eram soldados lendários. Ela também fala a Snake que a mãe de Ocelot teve que cortar Ocelot para fora durante o nascimento, deixando uma cicatriz que possuía a semelhança de uma cobra. A cicatriz é mostrada em The Boss, o que altamente sugere que ela é a mãe de Ocelot. Após uma batalha emocional, Snake supera seus sentimentos por ela e a derrota. Ele e EVA escapam para o Alaska e passam uma noite juntos. Durante a madrugada, EVA desaparece, deixando uma fita que revelava os seus verdadeiros objetivos como uma espiã para a China, e que foi enviada para roubar o "Philosophers Legacy" para tal nação. A fita continua a ser tocada e EVA revela que The Boss não tinha desertado para a União Soviética; pelo contrário, ela estava sob ordens de fingir ter feito tal traição para que pudesse infiltrar-se na facção de Volgin e localizar o Legacy, que deveria ser levado de volta à América. A parte final de sua missão era sacrificar a sua honra e falecer nas mãos de Snake, sob o disfarce de traidora, para provar a inocência dos Estados Unidos no ataque nuclear de Volgin do começo do jogo.

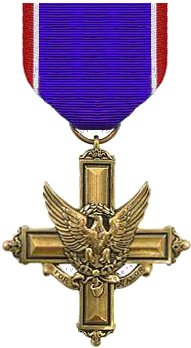
Distinguished Service Cross, a medalha recebida por Snake ao completar sua missão.

Após o término da missão, Snake é premiado com o título de "Big Boss" e recebe a Distinguished Service Cross por seus esforços, diante de uma multidão entusiasmada; contudo, Snake ficou tão perturbado e desmoralizado após a revelação de EVA que ele deixa o local após quase que imediatamente receber a sua medalha, mal falando com o presidente, o major Zero e a sua equipe de suporte. Mais tarde, ele aparece chegando a uma sepultura anônima, pertencente à The Boss, que é só uma das milhares localizadas no Cemitério Nacional de Arlington. Colocando a arma de The Boss e um buquê de lírios sobre o túmulo sem nome, Snake procura por algo nas numerosas filas de sepulturas à sua frente, faz uma saudação e derrama uma única lágrima.[carece de fontes?]
Após os créditos, é ouvida uma conversa ao telefone com Ocelot, revelando que o microfilme contendo informações sobre a Philosopher's Legacy dada a EVA era uma cópia falsa, que Ocelot em si era ADAM, que metade do Legacy verdadeiro estava nas mãos do governo estadunidense graças a Snake e que ele estava trabalhando para a CIA.

## Desenvolvimento
Originalmente, o jogo deveria ser desenvolvido para o PlayStation 3, mas, ao invés disso, devido à longa espera pelo PS3, o jogo foi desenvolvido para o PlayStation 2. Desde o começo, o diretor de Snake Eater, Hideo Kojima, desejava mudar drasticamente o cenário dos jogos anteriores. Ele comentou que o cenário de floresta era tanto o que sua equipe de desenvolvimento quanto o que os fãs de Metal Gear queriam. Entretanto, ele reconheceu que os elementos de um ambiente de floresta, como clima, paisagem e vida selvagem, eram recursos que apresentariam obstáculos durante o desenvolvimento do jogo. Enquanto que nos lançamentos anteriores o jogador começa perto, ou mesmo dentro, da base inimiga, Kojima queria que Snake Eater fosse mais realista, com Snake iniciando milhas de distância da civilização e tendo que fazer seu caminho até o aquartelamento do inimigo.
Kojima comentou que o ambiente externo era muito difícil de criar. Ele explicou que a razão pelas quais os jogos anteriores se passavam primariamente no interior de um local é devido aos consoles da época não serem potentes o suficiente para representar um ambiente de floresta verdadeiro. Em contraste com os ambientes urbanos, a floresta não possui uma superfície plana. O protagonista em Snake Eater deve cruzar terreno desigual, incluindo rochas, montes de sujeira e tocos de árvore. Como resultado, o motor de jogo de colisão usado nos lançamentos prévios não poderia ser utilizado, e um novo teve de ser construído do zero. Ajustar a tecnologia de captura de movimentos para que os jogadores pudessem andar por estes montes foi um problema durante o desenvolvimento.
Muitos fãs esperavam que Snake Eater usasse uma câmera 3D, mas isto foi por fim não implementado no jogo. Kojima considera Metal Gear Solid, Sons of Liberty e Snake Eater como uma trilogia, e desejava manter a mesma câmera como os últimos dois a fim de manter a sensação dos três jogos a mesma. Ele, entretanto, reconheceu que a tendência atual para jogos eletrônicos é usar a câmera 3D. A câmera foi mais tarde implementada no relançamento aprimorado de Snake Eater, Metal Gear Solid 3: Subsistence, em Metal Gear Solid: Portable Ops e também na sequência para o PlayStation 3, Metal Gear Solid 4: Guns of the Patriots.
Kojima projetou as batalhas contra chefes de Snake Eater para serem totalmente diferentes daquelas dos jogos anteriores de Metal Gear, ou de qualquer outro jogo. Ele afirmou que a batalha contra o atirador de elite The End é a que melhor representa a jogabilidade livre e aberta no jogo. A batalha se passa sobre uma vasta área de floresta densa, por onde o jogador deve procurar extensivamente The End, enquanto que ele realiza ataques de longo alcance a partir de posições desconhecidas. Esta batalha desgastante pode durar horas, e contrasta com outras lutas contra chefes nas quais o inimigo está bem à frente do jogador e visível o tempo todo. Em adição, o jogador possui a habilidade de ou evitar toda esta batalha eliminando The End mais cedo no jogo ou simplesmente salvando o jogo, esperando um pouco mais do que uma semana, e recarregando o jogo para que The End morra de velhice. Kojima comentou que recursos como este não aparecem em outros jogos.

## Trilha sonora
A trilha sonora de Snake Eater foi composta por Norihiko Hibino e Harry Gregson-Williams, que providenciou material tanto para as cenas como para o próprio jogo. Hibino compôs o tema de abertura do jogo, "Snake Eater", uma faixa vocal distintivamente ao estilo Bond que também aparece propriamente no jogo, com performance de Cynthia Harrell. O compositor e letrista Rika Muranaka contribuiu com uma canção chamada "Don't Be Afraid", que é tocada durante o encerramento do jogo. A canção é cantada por Elisa Fiorillo.
Em uma quebra na tradição, um dos temas do encerramento do jogo não é uma produção da casa, e sim "Way To Fall" de Starsailor. Hideo Kojima posteriormente revelou em seu blog que ele, a princípio, queria usar "Space Oddity" e "Ashes to Ashes" (por David Bowie) para os temas finais devido ao tema de desenvolvimento espacial do jogo, mas durante o desenvolvimento do jogo estes temas perderam sua significância. Um de seus colegas então o aconselhou escutar Stellastarr*, mas Kojima achou que ele tinha dito Starsailor. Ele gostou da canção "Way To Fall" e a escolheu como um tema de encerramento.

## Recepção
Snake Eater foi um sucesso comercial e vendeu 3,96 milhões de cópias ao redor do mundo. Apesar disto ser consideravelmente menor que Metal Gear Solid 2: Sons of Liberty, que vendeu 7 milhões de cópias até esta data, os críticos ficaram satisfeitos com o novo protagonista, Naked Snake — que lembra fortemente o protagonista da série, Solid Snake — após fãs ficarem desapontados com Raiden em MGS2. Alguns fãs, assim como alguns críticos, que acharam os longos diálogos e a grande quantidade de reviravoltas de MGS2 prejudiciais à experiência do jogo, encontraram no enredo de MGS3 uma regressão agradável ao Metal Gear Solid original, com menos da "tagarelice filosófica" presente em Sons of Liberty.[carece de fontes?]

### Recepção da crítica
Metal Gear Solid 3: Snake Eater foi bem recebido pela mídia, e recebeu notas altas por alguns dos mais proeminentes críticos de jogos. No mediador de análises Game Rankings, o jogo possui uma nota média de 91% baseado em 92 análises. No Metacritic, o título tem uma nota média de 91 de 100, baseado em 68 análises. O website de jogos IGN conferiu uma nota 9,6/10 e a revista britânica Edge o classificou como 8/10. GameSpot, que conferiu 8,7/10, comentou que o jogo é "ricamente cinemático" e "uma grande realização". GameSpy o aclamou como "provavelmente o melhor jogo já lançado de Metal Gear Solid", e Eurogamer o chamou de "preponderantemente superior à MGS2: Sons of Liberty" em sua análise. Os usuários da IGN o votaram como o 10º melhor jogo de todos os tempos, e o 5º melhor na lista dos 100 melhores de 2008.[carece de fontes?]
Os críticos tiveram opiniões mistas sobre o sistema de camuflagem do jogo. A Edge comentou que "deitar, camuflado, em grama rasa à polegadas de um inimigo patrulhando é uma mudança fascinante ao stealth", enquanto que a GameSpy o criticou como "somente um número a monitorar e não um extremamente interessante". Da variedade de novos recursos, a GameSpot o chamou de "o mais importante e melhor implementado". O jogo também foi criticado por sua taxa baixa de frames por segundo, que foi reduzido à 30 fps (em comparação aos 60 fps de Metal Gear Solid 2).
As cenas de Metal Gear Solid 3 foram chamadas de "visualmente excitantes e evocativas, muito bem filmadas" pela Edge. Entretanto, eles comentaram que o roteiro "vai do embaraçoso ao desagradável" e criticou a performance de David Hayter como Snake, concluindo que "o discurso de Snake Eater não está no mesmo nível dos outros jogos, o que o diga o cinema". GameSpot disse que uma parte do humor "não funciona, como se tivesse se perdido na tradução do japonês" e "deve agradar [...] os fãs de longa data, mas [...] te tira do momento".

## Histórico de lançamentos

### Versão original
Como no caso de Metal Gear Solid 2: Sons of Liberty, Snake Eater foi primeiramente lançado para a América do Norte, enquanto que a versão japonesa foi retida de seu lançamento por quase um mês após isso. Contudo, a versão japonesa trouxe uma camuflagem baixável que não esteve presente na versão norte-americana. Uma edição limitada de pacotes "Premium" de Snake Eater foi lançado junto com a versão original no Japão. O pacote "premium" continha um DVD especial, dois livretos especiais e um modelo de miniatura colorido de escala 1/144 do Shagohod. Uma edição limitada em CD foi enviada àqueles que fizessem pedidos de compra antes do lançamento da versão japonesa de Snake Eater, a qual incluía várias faixas da trilha sonora do jogo, além de protetores de tela e uniformes de camuflagem adicionais ao jogo principal. O pacote de pedidos pré-lançamento também permitia que usuários de celulares pudessem acessar um site especial que fornecia downloads de imagens e músicas para o aparelho.
Na versão europeia do jogo, a Konami também adicionou conteúdo extra, incluindo o modo de dificuldade "European Extreme" (já comum à série), um modo de visualização de cenas do jogo e um modo de duelo, onde jogadores poderiam lutar novamente contra os chefes do jogo, além de pinturas faciais extras baseadas em bandeiras europeias e dois novos estágios do Snake vs. Monkey.

### Subsistence

Capa da versão norte-americana de Metal Gear Solid 3: Subsistence.

MGS3: Subsistence foi lançado no Japão em 22 de dezembro de 2005, na América do Norte no dia 14 de março de 2006, na Europa em 6 de outubro de 2006 e na Austrália no dia 13 de outubro do mesmo ano. Ao todo, são três discos DVD: "Subsistence", "Persistence" e "Existence". Metal Gear Solid 3: Subsistence continua a tradição da série Metal Gear Solid de serem lançadas versões remake e versões internacionais dos jogos. Enquanto que as versões anteriores, Metal Gear Solid: Integral e Metal Gear Solid 2: Substance, incluíram missões extras que desafiavam as habilidades do jogador e/ou missões secundárias, Subsistence não seguiu este padrão para, assim, incluir versões atualizadas dos primeiros jogos da série principal, Metal Gear e Metal Gear 2: Solid Snake (baseado nas suas versões para MSX2), um modo online competitivo completamente novo (todos estes contidos no disco Persistence) e um modo de câmera 3D totalmente controlável pelo jogador na parte principal do jogo (contido no disco Subsistence)
A parte de modo de jogo online multiplayer de Subsistence, intitulado Metal Gear Online, consiste em cinco modos de jogo baseados em torneios, cada um com a capacidade de juntar oito jogadores de uma só vez. Este modo reúne jogadores, cada um como um soldado qualquer, jogando contra eles mesmos em batalhas deathmatch e variações de capturar a bandeira, usando cenários, itens, manobras e unidades (como a KGB, GRU ou Ocelot) do jogo principal. Dependendo das configurações do servidor, cada jogador de maior pontuação em uma rodada automaticamente assume o papel de um dos personagens principais (ou Reiko Hinomoto de Rumble Roses), recebendo habilidades e/ou itens únicos na próxima rodada. Por exemplo, o jogador de maior pontuação do time GRU na primeira rodada assumiria o papel do Major Raikov, líder do GRU, na segunda rodada. A disponibilidade dos servidores de Metal Gear Online e seus serviços para PlayStation 2 foram encerrados no Japão em 26 de dezembro de 2006, seguido pelo encerramento na América do Norte em 2 de abril de 2007 e na Europa no dia 30 de outubro do mesmo ano.[carece de fontes?]
Adicionalmente aos jogos antigos e ao modo online, Subsistence também possui várias novidades menos notáveis no lançamento da sua versão internacional. Estas incluem uniformes de camuflagem baixáveis e designs de pintura facial extras e cenários de Snake vs. Monkey antes somente exclusivo à versão europeia de Snake Eater, além do nível de jogo "European Extreme", cenas parodiadas e trailers do site oficial, como também conectividade com Metal Gear Acid 2. A versão japonesa também continha um URL para um site escondido que permite o download do OtaClock, um programa para PC e Mac que mostra o relógio e um personagem principal da série Metal Gear Solid: Otacon. Este website está agora publicamente disponível.
Cópias da "Edição Limitada" de Subsistence também incluem o disco Existence, que traz as cenas do jogo compiladas em um filme de três horas e meia com cenas adicionais e som aperfeiçoado. O pacote norte-americano da "Edição Limitada" esteve somente disponível aos consumidores que fizeram a compra através do pedido de pré-lançamento. A edição de três discos tornou-se o lançamento padrão de MGS3: Subsistence na Europa, para compensar o longo atraso do lançamento do título na região.
Um documentário em DVD-Video intitulado Metal Gear Solid Vol. 1 foi adicionado junto aos pedidos de pré-lançamento de Subsistence na América do Norte e com a re-edição europeia da Platinum de Snake Eater, lançada na Alemanha em 23 de março de 2006. O disco incluía um clipe de 30 minutos dividido em cinco partes sobre toda a série Metal Gear, contendo uma entrevista com Hideo Kojima e trailers para vários dos jogos mais recentes da série.
Subsistence recebeu notas um pouco superiores de matérias em comparação às de Snake Eater, o que totalizou uma média de notas de 94% no Metacritic. Autores de matérias comentaram que a introdução da câmera em 3D ao jogo removeu o "problema de ter uma nota apenas A", o que fazia com que se sentisse que a jogabilidade fosse "menos restritiva e mais natural". O modo online é considerado "impressionante para um jogo de PS2", apesar de "convenções da distintiva jogabilidade de MGS3 não combinarem inteiramente com a experiência de ação online do jogo". Subsistence recebeu um prêmio da IGN por "Melhor Jogo Online" para PlayStation 2 em dezembro de 2006. Por fim, foram vendidas mais de um milhão de cópias desta edição mundialmente.[carece de fontes?]

### Metal Gear Solid: Snake Eater 3D
Na Electronic Entertainment Expo (E3) em 2010, a Konami mostrou um demo para Nintendo 3DS intitulado Metal Gear Solid 3D: Snake Eater - The Naked Sample. Hideo Kojima, o produtor da série, declarou que se Metal Gear Solid 3 for realmente portado para 3DS, terá alguns elementos do jogo de PlayStation Portable, chamado Metal Gear Solid: Peace Walker, incluindo a possibilidade de gameplay cooperativo. A demo monstrada na E3 foi apenas uma amostra do que pode ser feito com o 3DS e não representa nenhum jogo já finalizado. No Tokyo Game Show, em 2010, a Konami anunciou que um novo jogo da série Metal Gear está com lançamento agendado para o 3DS em 2011, mas nenhum outro detalhe foi revelado. Metal Gear Solid: Snake Eater 3D foi mostrado durante a Nintendo World 2011, no dia 8 de janeiro de 2011. O jogo foi lançado na América do Norte no dia 21 de fevereiro de 2012.

### HD Collection
Em 2 de junho de 2011, foi anunciada a Metal Gear Solid HD Collection para PlayStation 3 e Xbox 360. Esta HD Collection inclui os jogos Metal Gear Solid 2: Substance, Metal Gear Solid 3: Subsistence e Metal Gear Solid: Peace Walker, todos remasterizados em HD e com suporte à Troféus/Achievements. A HD Collection também será lançada para o PlayStation VITA, com a possibilidade do jogador transferir jogos salvos do PS3 para o PSV e vice-versa.

### Outros relançamentos
A edição de 20º aniversário da série de Metal Gear Solid 3: Snake Eater lançada no Japão inclui o primeiro disco de Subsistence, com um segundo disco contendo somente as versões para MSX2 de Metal Gear e Metal Gear 2, sem os outros modos de jogo extras que se fizeram presentes nas primeiras versões de MGS3: Subsistence (Snake vs. Monkey, Metal Gear Online, o modo secreto de visualização de cenas e o de duelos). A versão de Metal Gear Solid 3: Subsistence incluída no pacote norte-americano "Essencial Collection" não possui os jogos para MSX2.

## Citações
1. ↑   Sokolov: Um certo grupo está planejando usar esta oportunidade para acumular poder ao levar forças antigovernamentais à revoluções, derrubar Khrushchev e colocar Brezhnev e Kosygin em seu lugar. O orientador por trás disso tudo é o próprio coronel Volgin.  // Metal Gear Solid 3: Snake Eater (PS2); Konami Computer Entertainment Japan, 2005.
2. ↑   EVA: Eu ouvi falar que um dos Cobras está esperando por você na floresta, na base das montanhas. Ele é o lendário franco-atirador chamado The End. / Snake: É, eu já o vi antes. Aquele cara ridiculamente velho, certo? / EVA: Não o subestime. Ele é conhecido como o pai do sniping moderno.  // Metal Gear Solid 3: Snake Eater (PS2); Konami Computer Entertainment Japan, 2005.
3. ↑   Major Zero: The Sorrow era um homem com, bem... poderes especiais. Ele possuía ESP, o que era um assunto de extensiva pesquisa na União Soviética na época. Ele nasceu com o dom de ser um médium.  // Metal Gear Solid 3: Snake Eater (PS2); Konami Computer Entertainment Japan, 2005.
4. ↑   Soldado: Você... você é da unidade Ocelot, da Spetsnaz! O que um soldado GRU está fazendo aqui? / Ocelot: Soldado? / Soldado: Ele é o comandante da Ocelot!  // Metal Gear Solid 3: Snake Eater (PS2); Konami Computer Entertainment Japan, 2005.
5. ↑   The Boss: Eu estou desertando para a União Soviética. Sokolov é um pequeno agrado para os meus novos hospedeiros. / Volgin: Ogivas nucleares sem recuo... estes serão um bom presente para mim.  // Metal Gear Solid 3: Snake Eater (PS2); Konami Computer Entertainment Japan, 2005.
6. ↑   Khrushchev: Então, The Boss, com o auxílio do coronel Volgin, roubou duas ogivas nucleares experimentais e os levou com ela como um presente quando ela traiu sua pátria. Então, logo após isto, o laboratório de design de Sokolov, uma instalação de pesquisa militar ultra-secreta, foi destruído por uma dessas armas. Estou certo até agora? / Johnson: Sim, está correto.  // Metal Gear Solid 3: Snake Eater (PS2); Konami Computer Entertainment Japan, 2005.
7. ↑   Volgin: Mas não serei eu quem puxou o gatilho. Será a nossa amiga, a desertora estado-unidense.  // Metal Gear Solid 3: Snake Eater) Konami Computer Entertainment Japan, 2005
8. ↑   Major Zero: Em outras palavras, para evitar um conflito nuclear em grande escala, nós temos que provar que a América não esteve envolvida naquela explosão.  // Metal Gear Solid 3: Snake Eater (PS2); Konami Computer Entertainment Japan, 2005.
9. 1 2 3  Major Zero: Snake, vamos rever os seus objetivos na missão mais uma vez. Resgate Sokolov. Tome conhecimento do que aconteceu com o Shagohod — então o destrua. E, finalmente, elimine a The Boss. / Snake: Eliminar The Boss... / Major Zero: Esta missão terá como codinome "Operation Snake Eater." / Snake: Porque eu vou enfrentar The Boss e a sua unidade COBRA, certo? / Major Zero: Não se esqueça do coronel Volgin. / Snake: Eu não sou um assassino de aluguel. / Zero: Eu sei, mas estas foram ordens de Kremlin.  // Metal Gear Solid 3: Snake Eater (PS2); Konami Computer Entertainment Japan, 2005.
10. ↑   Snake: Eu ouvi falar que você era uma infratora de códigos para a NSA. / EVA: É verdade. 4 anos atrás eu desertei para a União Soviética com ADAM.  // Metal Gear Solid 3: Snake Eater (PS2); Konami Computer Entertainment Japan, 2005.
11. ↑   Volgin: (...) Durante a última Grande Guerra, os mais poderosos homens da América, China e da União Soviética fizeram um pacto secreto. O pacto era um diagrama para derrotar as Potências do Eixo e criar uma nova ordem mundial;  // Metal Gear Solid 3: Snake Eater (PS2); Konami Computer Entertainment Japan, 2005.
12. ↑   Volgin: Admita! Você está atrás do Legacy! O fundo secreto estabelecido pelos três Grandes Poderes durante as duas Guerras Mundiais. É por isso que você está procurando, não é? Cem milhões de dólares. Divididos e escondidos por todo o mundo.  // Metal Gear Solid 3: Snake Eater (PS2); Konami Computer Entertainment Japan, 2005.
13. ↑   Granin: (...) O pai de Volgin estava encarregado da lavagem de dinheiro dos Philosophers. Na confusão da guerra, de alguma maneira ele terminou ficando com o tesouro deles. E Volgin herdou tal tesouro ilegalmente.  // Metal Gear Solid 3: Snake Eater (PS2); Konami Computer Entertainment Japan, 2005.
14. ↑   EVA: (...) Eu não sou uma espiã da KGB e eu nunca trabalhei para a NSA. Eu sou uma agente da República Popular da China... Para o Segundo Departamento do Quartel Geral do Exército de Salvação Popular. Era tudo mentira. Eu lhe enganei... e estou arrependida. Os Philosophers ainda existem na China, também. Veja, a minha missão era descobrir onde Volgin estava guardando a Philosopher's Legacy e roubá-lo.  // Metal Gear Solid 3: Snake Eater (PS2); Konami Computer Entertainment Japan, 2005.
15. ↑   EVA: A traição de The Boss foi uma farsa criada pelo governo estadunidense. Foi tudo um grande drama encenada por Washington para que eles pudessem pegar a parte do Legacy que o Coronel Volgin herdou... e destruir o Shagohod ao mesmo tempo.  // Metal Gear Solid 3: Snake Eater (PS2); Konami Computer Entertainment Japan, 2005.
16. ↑   EVA: (...) Tudo estava indo como planejado. Mas então algo aconteceu que ninguém poderia ter prevido. O Coronel Volgin atiro uma ogiva nuclear americana na instalação de pesquisa de Sokolov. Khrushchev exigiu provas ao governo estadunidense que mostrassem que ele não estava envolvido no ataque. (...) As autoridades em Washington sabiam que para conseguirem provar sua inocência eles teriam que livrar-se de The Boss... e que alguém deles próprios teria que fazer o trabalho. (...) Esta foi a missão a que foi dada a ela. (...) Ela sacrificou sua própria vida e a sua honra pela sua terra natal.  // Metal Gear Solid 3: Snake Eater (PS2); Konami Computer Entertainment Japan, 2005.
17. ↑   Presidente: Você é superior até à The Boss. Por isto lhe premio com o título de Big Boss.  // Metal Gear Solid 3: Snake Eater (PS2); Konami Computer Entertainment Japan, 2005.
18. ↑   Ocelot: (...) O Philosopher's Legacy está agora segura conosco... nas mãos da América. (...) O filme que nós demos aos chineses era falso. Pequim deve estar em uma alvoroço agora. (...) Somente metade do dinheiro foi entregue de volta aos Estados Unidos. (...) Sim, nós temos que agradecer a John — Digo, Snake — por isso. (...) Sim, pelo jeito ninguém sabia que eu era ADAM. Claro. Eu estou sempre à disposição da CIA... Sr. Diretor.  // Metal Gear Solid 3: Snake Eater (PS2); Konami Computer Entertainment Japan, 2005.